# Mestre das Cartas

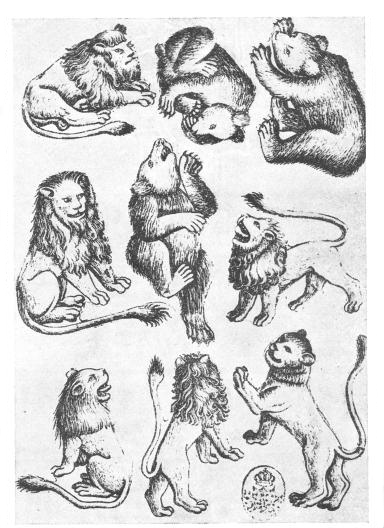
Exemplo de carta

O Mestre das Cartas foi o primeiro grande mestre das gravuras na história. Era alemão (ou talvez suíço) e provavelmente também pintor, trabalhando no sul da Alemanha. Foi considerado "a primeira personalidade na história da gravura". Ele é conhecido por 106 gravuras que incluem um jogo de cartas em cinco baralhos.
Seu estilo era semelhante àquele de Konrad Witz. Ele parece mesmo ter sido inicialmente treinado como artista e não como ourives, como outros artistas, pois sua técnicas era semelhante à do desenho. Ele provavelmente teve muitos alunos.
Muitas das suas gravuras, especialmente as cartas contêm elementos presentes nas miniaturas de outras obras, como a Grande Bíblia de Mogúncia ou a Bíblia de Gutenberg. Acredita-se que ele tenha trabalhado nessas obras. É possível que o Mestre tenha se influenciado pelos tipos móveis de Gutenberg, mas muitas de suas cartas têm detalhes únicos.
Os velhos mestres da xilogravura tinham começado a trabalhar pela virada do século, eram extremamente populares, mas a maioria de suas obras era mal executada. Cartas e imagens religiosas eram as criações mais populares. O Mestre foi talvez o primeiro a usar a técnica com gravuras. Outros artistas que vieram mais tarde eram treinados como ourives e artistas e desenvolveram a técnica com mais aprimoramento.